# İnönü (Eskişehir)
İnönü ist eine Stadtgemeinde (Belediye) im gleichnamigen Ilçe (Landkreis) der Provinz Eskişehir in der türkischen Region Zentralanatolien und gleichzeitig ein Stadtbezirk der 1993 gebildeten Büyükşehir Belediyesi Eskişehir (Großstadtgemeinde/Metropolprovinz). .. ist seit der Gebietsreform ab 2013 flächen- und einwohnermäßig identisch mit dem Landkreis.

## Geografie
İnönü liegt im Westen der Provinz, etwa 30 Kilometer westlich des Zentrums von Eskişehir und grenzt im Osten an Tepebaşı, im Süden an die Provinz Kütahya und im Westen an die Provinz Bilecik. Durch den Kreis verläuft von Norden nach Süden die Fernstraße D-650, die von Adapazarı im Norden über Afyonkarahisar im Süden weiter bis nach Antalya an die Mittelmeerküste führt. Im Süden des Kreises erstreckt sich die Ebene Inönü Ovası, dort liegen der Stausee Kuzfındık Baraj Gölü und weiter nordöstlich zwei kleinere Seen, beide mit dem Namen Dutluca Göleti.
Nördlich der Stadt Inönü führt die Strecke der Anatolischen Eisenbahn von Istanbul-Haydarpaşa nach Ankara durch den Landkreis.

## Verwaltung
(Bis) Ende 2012 bestand der Landkreis aus der Kreisstadt und zwölf Dörfern (Köy), die während der Verwaltungsreform 2013/2014 in Mahalle (Stadtviertel/Ortsteile) überführt wurden, die vier bestehenden Mahalle der Kreisstadt blieben erhalten. Durch die Herabstufung der Dörfer zu Mahalle stieg deren Anzahl auf 16. Ihnen steht ein Muhtar als oberster Beamter vor.
Ende 2020 lebten durchschnittlich 397 Menschen in jedem Mahalle, 1.383 Einw. im bevölkerungsreichsten (İsmetpaşa Mah.).

## Geschichte
Im Januar und März/April 1921 fanden hier zwei Schlachten im türkischen Befreiungskrieg statt, in denen Mustafa İsmet entscheidende Siege erringen konnte. Zur Erinnerung daran nahm er 1934 nach dem Familiennamensgesetz den Nachnamen İnönü an.
Ursprünglich (ab 1926) zum Kreis Bozüyük (Provinz Bilecik) gehörig, wechselte İnönü 1963 in den zentralen Landkreis (Merkez) von Eskişehir und wurde 1987 als selbständiger Kreis von diesem abgespalten. Laut Stadtlogo erhielt İnönü bereits 1884 den Status einer Gemeinde (Belediye).